# 留異
留 異（りゅう い、? - 564年）は、南朝梁から陳にかけての軍人。本貫は東陽郡長山県。

## 経歴
東陽郡の豪族の家に生まれた。若いころは郷里の少年たちを集めて人々をからかい、官憲の手を患わせた。はじめ梁の蟹浦戍主となり、晋安県令と安固県令を歴任した。侯景の乱が起こると、郷里に帰り、兵士を召募した。東陽郡丞との仲が険悪で、兵を率いて郡丞とその妻子を殺害した。東陽郡太守の沈巡が建康の援軍として出兵すると、郡のことを留異に任せた。留異は兄の子の留超を監知郡事として、自身は兵を率いて建康に向かった。
建康が陥落すると、留異は臨城公蕭大連の下で司馬となり、軍事を委ねられた。侯景の将軍の宋子仙が銭唐江を渡ると、留異は郷里に逃げ帰り、まもなく兵を率いて宋子仙に降った。蕭大連が東陽郡の信安嶺を通って鄱陽に向かうと、留異は宋子仙のために道案内をして、蕭大連を捕らえさせた。侯景により東陽郡太守に任じられ、妻子を人質とされた。侯景の行台の劉神茂が侯景から離反すると、留異は劉神茂に同調したふりをして、ひそかに侯景と連絡した。劉神茂は敗れて侯景に殺害されたが、留異はひとり免れた。
侯景の乱が平定されると、留異は王僧弁について郷里の兵を糾合した。元帝により信安県令に任じられた。江陵が西魏の侵攻により陥落すると、留異は王僧弁により東陽郡太守に任じられた。紹泰2年（556年）、陳霸先について、持節・通直散騎常侍・信武将軍・縉州刺史に任じられ、東陽郡太守を兼ね、永興県侯に封じられた。この年のうちに散騎常侍・信威将軍の位を受けた。永定2年（558年）、使持節・散騎常侍・都督南徐州諸軍事・平北将軍・南徐州刺史となったが、赴任しなかった。永定3年（559年）8月、留異は都督縉州諸軍事・安南将軍・縉州刺史に任じられ、東陽郡太守を兼ねた。
留異はたびたびその長史の王澌を名代に入朝させていたが、王澌がことあるごとに陳の朝廷の弱体ぶりを吹きこんだので、留異はこれを信じるようになった。留異は朝廷に対して臣節を示しつつ、王琳と連絡して両端を持した。天嘉元年（560年）、王琳が敗れて北斉に逃亡すると、文帝は沈恪を都督会稽東陽等九郡諸軍事として派遣し、一軍をもって留異を攻撃させた。留異は出撃して沈恪と戦ったが敗れ、銭唐に逃げ帰って、陳謝の上表を書き送った。このころ陳軍の主力は湘州・郢州方面にあり、本格的に留異に対処する余力がなかったため、ひとたび留異を許した。留異は情勢が変われば自分が攻撃されると察知して、下淮と建徳に兵を駐屯させて、陳軍の侵攻に備えた。天嘉2年（561年）12月、文帝は侯安都を派遣して留異を討たせた。天嘉3年（562年）3月、留異は侯安都と桃枝嶺で戦って敗れ、東陽郡を失って晋安郡に逃れた。天嘉5年（564年）、陳宝応の乱が平定されると、留異は陳宝応とともに捕らえられて、建康の市で斬られた。

## 子女
- 留忠臣（次男）
- 留貞臣（三男、陳の文帝の長女の豊安公主を妻とした）

## 伝記資料
- 『陳書』巻35 列伝第29
- 『南史』巻80 列伝第70